# 에드윈 (기업)
에드윈(영어: EDWIN, 일본어: エドウイン 에도윈[*])은 일본의 패션 브랜드로, 주로 데님 소재를 중심으로 하고 있다.

## 역사
1947년 常見米八 상점의 상호로부터 발전한 TUNEMI는 중고 청바지를 미국에서 수입해 시장에 제공하고 있었지만 1960년대에 일본에서 처음으로 독자적인 제법으로 청바지를 제조 · 판매하였다. 본 기업의 이름은 데님(Denim)에서 DE를 탈락시키고, NIM을 뒤집어 WIN에서 유래한다.